# Nansen Refugee Award
Il "Premio Nansen per i Rifugiati" (Nansen Refugee Award), precedentemente conosciuto come l'onorificenza Nansen (Nansen Medal) è conferito annualmente dall'Alto commissariato delle Nazioni Unite per i rifugiati (United Nations High Commissioner for Refugees) a persone o gruppi come riconoscimento per "l'eccellente servizio alla causa dei rifugiati" ("outstanding service to the cause of refugees").
Prende il nome da Fridtjof Nansen, famoso esploratore norvegese, scienziato e politico, che fu il primo Alto Commissario per i Rifugiati della Società delle Nazioni, predecessore dell'Organizzazione delle Nazioni Unite. Fu assegnato per la prima volta nel 1954, e dal 1979 è stato aggiunto alla medaglia un riconoscimento economico. Nel 2005 la somma assegnata fu di 100 000 dollari statunitensi.
Fino ad oggi, il Canada è l'unica nazione ad aver ricevuto il premio come Stato. Fu accettato in nome del popolo canadese nel 1986 dall'allora Governatore Generale Jeanne Sauvé.

## Lista dei Premiati
| Anno | Immagine | Vincitore                                                                                        | Paese                | Postumo | Fonte         |
| ---- | -------- | ------------------------------------------------------------------------------------------------ | -------------------- | ------- | ------------- |
| 1954 |          | Eleanor Roosevelt                                                                                | Stati Uniti          | No      | [ 3 ]         |
| 1955 |          | Regina Giuliana                                                                                  | Paesi Bassi          | No      | [ 3 ]         |
| 1956 |          | Dorothy D. Houghton                                                                              | Stati Uniti          | No      | [ 3 ]         |
| 1956 |          | Gerrit Jan van Heuven Goedhart                                                                   | Paesi Bassi          | Sì      | [ 3 ]         |
| 1957 |          | Federazione internazionale delle società di Croce Rossa                                          | Svizzera             | No      | [ 3 ]         |
| 1958 |          | David Hoggett                                                                                    | Regno Unito          | No      | [ 3 ]         |
| 1958 |          | Pierre Jacobsen                                                                                  | Francia              | Sì      | [ 3 ]         |
| 1959 |          | Oskar Helmer                                                                                     | Austria              | No      | [ 3 ]         |
| 1960 |          | Christopher Chataway                                                                             | Regno Unito          | No      | [ 3 ]         |
| 1960 |          | Colin Jones                                                                                      | Regno Unito          | No      | [ 3 ]         |
| 1960 |          | Trevor Philpott                                                                                  | Regno Unito          | No      | [ 3 ]         |
| 1960 |          | Timothy Raison                                                                                   | Regno Unito          | No      | [ 3 ]         |
| 1961 |          | Olav V di Norvegia                                                                               | Norvegia             | No      | [ 3 ]         |
| 1962 |          | Tasman Heyes                                                                                     | Austria              | No      | [ 3 ]         |
| 1963 |          | The International Council for Voluntary Agencies                                                 | Svizzera             | No      | [ 3 ]         |
| 1964 |          | May Curwen                                                                                       | Regno Unito          | No      | [ 3 ]         |
| 1964 |          | Francois Preziosi                                                                                | Francia              | Sì      | [ 3 ]         |
| 1964 |          | Jean Plicque                                                                                     | Francia              | Sì      | [ 3 ]         |
| 1965 |          | Lucie Chevalley                                                                                  | Francia              | No      | [ 3 ]         |
| 1965 |          | Ana Rosa Schlieper de Martínez Guerrero                                                          | Argentina            | Sì      | [ 3 ]         |
| 1965 |          | Jørgen Nørredam                                                                                  | Danimarca            | Sì      | [ 3 ]         |
| 1967 |          | Prince Bernhard                                                                                  | Paesi Bassi          | No      | [ 3 ]         |
| 1968 |          | Bernard Arcens                                                                                   | Senegal              | No      | [ 3 ]         |
| 1968 |          | Charles H. Jordan                                                                                | Stati Uniti          | Sì      | [ 3 ]         |
| 1969 |          | Principessa Princep Shah                                                                         | Nepal                | No      | [ 3 ]         |
| 1971 |          | Louise Holborn                                                                                   | Stati Uniti          | No      | [ 3 ]         |
| 1972 |          | Swana Friðriksdóttir                                                                             | Islanda              | No      | [ 3 ]         |
| 1974 |          | Helmut Frenz                                                                                     | Germania Cile        | No      | [ 3 ]         |
| 1975 |          | James J. Norris                                                                                  | Stati Uniti          | No      | [ 3 ]         |
| 1976 |          | Olav Hodne                                                                                       | Norvegia             | No      | [ 3 ]         |
| 1976 |          | Marie-Louise Bertschinger                                                                        | Svizzera             | Sì      | [ 3 ]         |
| 1977 |          | The Malaysian Red Crescent Society                                                               | Malaysia             | No      | [ 3 ]         |
| 1978 |          | Seretse Khama                                                                                    | Botswana             | No      | [ 3 ]         |
| 1979 |          | Valéry Giscard d'Estaing                                                                         | Francia              | No      | [ 3 ]         |
| 1980 |          | Maryluz Schloeter Paredes                                                                        | Venezuela            | No      | [ 3 ]         |
| 1981 |          | Paul Cullen                                                                                      | Australia            | No      | [ 3 ]         |
| 1982 |          | Sonja Haraldsen                                                                                  | Norvegia             | No      | [ 3 ]         |
| 1983 |          | Mwalimu Julius Kambarage Nyerere                                                                 | Tanzania             | No      | [ 3 ]         |
| 1984 |          | Lewis M. Hiller                                                                                  | Stati Uniti          | No      | [ 3 ]         |
| 1984 |          | Jeff Kass                                                                                        | Stati Uniti          | No      | [ 3 ]         |
| 1984 |          | Gregg Turay                                                                                      | Stati Uniti          | No      | [ 3 ]         |
| 1985 |          | Paulo Evaristo Arns                                                                              | Brasile              | No      | [ 3 ]         |
| 1986 |          | Popolo del Canada                                                                                | Canada               | No      | [ 3 ]         |
| 1987 |          | Juan Carlos I di Spagna                                                                          | Spagna               | No      | [ 3 ]         |
| 1988 |          | Syed Munir Husain                                                                                | Pakistan             | No      | [ 3 ]         |
| 1989 |          | Daisaku Ikeda                                                                                    | Giappone             | No      | [ 3 ]         |
| 1991 |          | Paul Weis                                                                                        | Austria              | Sì      | [ 3 ]         |
| 1991 |          | Libertina Appolus Amathila                                                                       | Namibia              | No      | [ 3 ]         |
| 1992 |          | Richard von Weizsäcker                                                                           | Germania             | No      | [ 3 ]         |
| 1993 |          | Médecins Sans Frontières                                                                         | Svizzera             | No      | [ 3 ]         |
| 1995 |          | Graça Machel                                                                                     | Mozambico            | No      | [ 3 ]         |
| 1996 |          | Handicap International                                                                           | Francia              | No      | [ 3 ]         |
| 1997 |          | Joannes Klas                                                                                     | Stati Uniti          | No      | [ 3 ]         |
| 1998 |          | Mustafa Dzhemilev                                                                                | Ucraina              | No      | [ 3 ]         |
| 2000 |          | Jelena Silajdžić                                                                                 | Bosnia ed Erzegovina | No      | [ 3 ]         |
| 2000 |          | Abune Paulos                                                                                     | Etiopia              | No      | [ 3 ]         |
| 2000 |          | Lao Mong Hay                                                                                     | Cambogia             | No      | [ 3 ]         |
| 2000 |          | Miguel Angel Estrella                                                                            | Argentina            | No      | [ 3 ]         |
| 2000 |          | Volontari delle Nazioni Unite                                                                    | Nazioni Unite        | No      | [ 3 ]         |
| 2001 |          | Luciano Pavarotti                                                                                | Italia               | No      | [ 3 ]         |
| 2002 |          | Arne Rinnan e l'equipaggio della MV Tampa                                                        | Norvegia             | No      | [ 3 ]         |
| 2003 |          | Annalena Tonelli                                                                                 | Italia               | No      | [ 3 ]         |
| 2004 |          | Memorial                                                                                         | Russia               | No      | [ 3 ]         |
| 2005 |          | Marguerite Barankitse                                                                            | Burundi              | No      | [ 3 ]         |
| 2006 |          | Akio Kanai                                                                                       | Giappone             | No      | [ 3 ]         |
| 2007 |          | Katrine Camilleri                                                                                | Malta                | No      | [ 3 ]         |
| 2008 |          | Chris Clark                                                                                      | Regno Unito          | No      | [ 3 ]         |
| 2008 |          | Staff locale ed internazionale dello United Nations Mine Action Programme nel Libano meridionale | Libano               | No      | [ 3 ]         |
| 2009 |          | Edward Kennedy                                                                                   | Stati Uniti          | No      | [ 3 ]         |
| 2010 |          | Alixandra Fazzina                                                                                | Regno Unito          | No      | [ 3 ]         |
| 2011 |          | Society for Humanitarian Solidarity                                                              | Yemen                | No      | [ 3 ]         |
| 2012 |          | Hawa Aden Mohamed                                                                                | Somalia              | No      | [ 5 ]         |
| 2013 |          | Angélique Namaika                                                                                | RD del Congo         | No      | [ 6 ]         |
| 2014 |          | Farfalle con Ali Nuove che Costruiscono un Futuro                                                | Colombia             | No      | [ 8 ]         |
| 2015 |          | Aqeela Asifi                                                                                     | Afghanistan          | No      | [ 9 ]         |
| 2016 |          | Konstantinos Mitragas dei Volontari Greci dell'Hellenic Rescue Team                              | Grecia               | No      | [ 10 ]        |
| 2016 |          | Efi Latsoudi of PIKPA Village                                                                    | Grecia               | No      | [ 11 ]        |
| 2017 |          | Zannah Mustapha                                                                                  | Nigeria              | No      | [ 12 ]        |
| 2018 |          | Evan Atar Adaha                                                                                  | Sudan del Sud        | No      | [ 13 ] [ 14 ] |
| 2019 |          | Azizbek Ashurov                                                                                  | Kirghizistan         | No      | [ 15 ]        |
| 2020 |          | Mayerlín Vergara Pérez                                                                           | Colombia             | No      | [ 16 ]        |
| 2021 |          | Jeel Albena Association for Humanitarian Development                                             | Yemen                | No      | [ 17 ]        |
| 2021 |          | Angela Merkel                                                                                    | Germania             | No      | [ 18 ]        |

## Vincitori regionali
| Anno | Vincitore                 | Paese        | Fonte  |
| ---- | ------------------------- | ------------ | ------ |
| 2017 | CIYOTA                    | Uganda       | [ 19 ] |
| 2019 | Evariste Mfaume           | RD del Congo | [ 20 ] |
| 2020 | Sabuni Francoise Chikunda | RD del Congo | [ 21 ] |
| 2021 | Roukiatou Maiga           | Burkina Faso | [ 22 ] |
| 2021 | Diambendi Madiega         | Burkina Faso | [ 22 ] |

| Anno | Vincitore      | Paese       | Fonte  |
| ---- | -------------- | ----------- | ------ |
| 2017 | Bernard Wirth  | Thailandia  | [ 19 ] |
| 2018 | Tuenjai Deetes | Thailandia  | [ 23 ] |
| 2019 | Alberto Cairo  | Afghanistan | [ 20 ] |
| 2020 | Rozma Ghafouri | Afghanistan | [ 21 ] |
| 2021 | Saleema Rehman | Afghanistan | [ 22 ] |

| Anno | Vincitore        | Paese       | Fonte  |
| ---- | ---------------- | ----------- | ------ |
| 2017 | Friar Tomas      | Messico     | [ 19 ] |
| 2018 | Samira Harnish   | Stati Uniti | [ 24 ] |
| 2019 | Bianka Rodriguez | El Salvador | [ 20 ] |
| 2021 | Santiago Ávila   | Honduras    | [ 22 ] |

| Anno | Vincitore                              | Paese    | Fonte  |
| ---- | -------------------------------------- | -------- | ------ |
| 2017 | Hej Främling!                          | Svezia   | [ 19 ] |
| 2018 | Andreas Hollstein e il paese di Altena | Germania | [ 25 ] |
| 2019 | Humanitarian Corridors                 | Italia   | [ 26 ] |
| 2020 | Tetiana Barantsova                     | Ucraina  | [ 21 ] |
| 2021 | Nikola Kovačević                       | Serbia   | [ 22 ] |

| Anno | Vincitore         | Paese     | Fonte  |
| ---- | ----------------- | --------- | ------ |
| 2017 | Ihsan Ezedeen     | Siria     | [ 27 ] |
| 2018 | Reclaim Childhood | Giordania | [ 28 ] |
| 2019 | Abeer Khreisha    | Giordania | [ 20 ] |
| 2020 | Rana Dajani       | Giordania | [ 21 ] |